# 豊明市立沓掛小学校
豊明市立沓掛小学校（とよあけしりつ くつかけしょうがっこう）は、愛知県豊明市沓掛町にある公立小学校。

## 校区
- 校区は沓掛町の大部分（藪田、下ノ坪、井ノ上、烏ヶ根、切山、切山台、水白、車田、焼山、岩金、若王子、石根、長間池、長定、定納畑、女松原、吉池、天白、荒神ヶ根、住吉、石畑、陣田、新道、前田、上高根、薬師ヶ根、森前、柿ノ木、一本木、万場、一之御前、西田、北畑、下高根、上山、小所、泉、下山、中川、掛下、山新田、葭廻間、一長田、桟敷、勅使、山田、小廻間、徳田池下、坊主山、徳田、松本、提燈山、五反田、海老池、坂下、東門、金山、荒畑、八幡前、森元、西本郷、東本郷、志水、広坪、萱野、垣ノ内、若宮、中根、十王堂、森浦、宿、十三塚、寺内、寺池、荒井、川部、城塚、丘下、恵畑、曙、明和、神明、池ノ内、豊山、大狭間の一部、皿池上の一部）である。

公立中学校に進学する場合は豊明市立沓掛中学校に進学する。

## 沿革
- 1873年（明治6年）11月1日 - 沓掛村に義勇学校が開校。正福寺[注釈 1]を仮校舎とする。
- 1875年（明治8年）1月 - 長盛院[注釈 2]に移転。沓掛学校に改称する。
- 1880年（明治13年）5月 - 校舎を新築し、移転する。
- 1887年（明治20年）4月 - 雙峰学校が沓掛学校と大澤学校[注釈 3]を統合し、尋常小学雙峰学校に改称する。旧・沓掛学校は尋常小学雙峰学校沓掛分校となる。
- 1889年（明治22年）4月1日 - 町村制施行。沓掛村は単独で愛知郡沓掛村となる。
- 1892年（明治25年）7月 - 沓掛尋常小学校として尋常小学雙峰学校から分立する。東第一校舎が竣工する。
- 1901年（明治34年）9月 - 高等科を設置。沓掛尋常高等小学校に改称する。西校舎が竣工する。
- 1902年（明治35年） - 東第二校舎が竣工する。
- 1906年（明治39年）5月10日 - 沓掛村と豊明村が合併し、豊明村となる
- 1907年（明治40年）1月1日 - 高等科を廃止し、沓掛尋常小学校に改称する。このころから通称が北校となる。
- 1910年（明治43年） - 管理棟が完成する。
- 1911年（明治44年） - 農業補習学校を併設する。
- 1917年（大正6年）3月 - 高等科を設置。沓掛尋常高等小学校に改称する。南校舎が竣工する。
- 1941年（昭和16年）4月1日 - 沓掛国民学校に改称する。
- 1947年（昭和22年）4月1日 - 豊明村立沓掛小学校に改称する。
- 1951年（昭和26年） - 講堂兼公民館が完成する。
- 1954年（昭和29年） - 新校舎が完成する。
- 1957年（昭和32年）1月1日 - 豊明村が町制施行し、豊明町となる。同時に豊明町立沓掛小学校に改称する。
- 1958年（昭和33年） - 校舎を増築する。
- 1962年（昭和37年） - プールが完成する。
- 1965年（昭和40年） - 新校舎（鉄筋コンクリート造）が完成する。
- 1971年（昭和46年）4月 - 校区の一部（峠前、田楽ヶ窪、大狭間の一部、皿池上の一部）が新設の豊明町立双峰小学校に移る。
- 1972年（昭和47年）8月1日 - 豊明町が市制施行し、豊明市となる。同時に豊明市立沓掛小学校に改称する。
- 1973年（昭和48年） - 校舎を増築する。講堂を取り壊す。
- 1974年（昭和49年） - 体育館が完成する。
- 1979年（昭和54年）4月 - 校区の一部（現在の西川町笹原・島原・横井・善波）が豊明市立三崎小学校に移る。
- 1980年（昭和55年） - 校舎を増築する。
- 1997年（平成9年）4月 - 校区の一部（西川町長田・広原・荒巻）が豊明市立三崎小学校に移る。
- 2001年（平成13年） - 現在のプールが完成する。
- 2008年（平成22年） - 木造校舎を取り壊し、新校舎が完成する。

## 周辺施設
- 愛知県立豊明高等学校
- 豊明市立沓掛中学校
- 豊明市立二村台小学校
- 藤田医科大学病院